# San Joaquín (Colima)
San Joaquín es una localidad del estado mexicano de Colima. Es parte del municipio de Cuauhtémoc.

## Toponimia
El nombre de la población hace referencia al santo patrono de la localidad: San Joaquín.

## Demografía
| Gráfica de evolución demográfica |
|                                  |

| Censo | Población |
| ----- | --------- |
| 1910  | 610       |
| 1921  | 407       |
| 1930  | 399       |
| 1940  | 274       |
| 1950  | 339       |
| 1960  | 381       |
| 1970  | 379       |
| 1980  | 1 132     |
| 1990  | 252       |
| 2000  | 436       |
| 2010  | 492       |
| 2020  | 1 017     |